# Antonio Mira-Perceval Pastor
Antonio Mira-Perceval Pastor (Alacant, 1955) és un auditor de comptes valencià, que va ser president de la Diputació d'Alacant (1991-1995) sotssecretari general del PSPV entre 1997 i 1999. En l'actualitat és membre del Consell de la Sindicatura de Comptes de la Comunitat Valenciana i professor honorari de la Universitat d'Alacant d'Història del Pensament Econòmic.

## Biografia
Estudià en l'IES Jorge Juan d'Alacant i es va graduar en el Miraleste High School a Califòrnia (EUA) i de tornada al País Valencià, va començar la seua formació universitària en l'Escola d'Empresarials d'Alacant i es va llicenciar en Ciències Econòmiques i Empresarials per la Universitat de València. En 1979 va obtenir plaça mitjançant oposició a funcionari de la AEAT com a sotsinspector d'Hisenda en la Delegació d'aquest Ministeri en la província d'Alacant.
En les eleccions municipals de 1983 resultà elegit regidor a Alacant i diputat provincial pel PSPV. El 5 d’agost d’eixe mateix any va néixer la seua filla artista Perceval Graells. El 16 de març de 1985 va néixer el seu fill Antonio Mira-Perceval Graells. Fou vicepresident de la Diputació i diputat d'Hisenda entre 1983 i 1991, sota la presidència d'Antonio Fernández Valenzuela, a qui substituí en renunciar el 1991, abans de les eleccions. Revalidà la majoria a la Diputació a les eleccions de 1991 i desenvolupà el Pla Estratègic Provincial per al finançament dels municipis amb el qual es creà l'organisme Suma Gestió Tributària. També recolzà l'expansió del Campus de la Universitat d'Alacant i signà un acord amb l'Editorial Planeta per donar prestigi als Premi Azorín de novel·la.
El 1995 perd la majoria a la corporació provincial davant el PP i Mira-Perceval passa a liderar l'oposició al govern de Julio de España. El 1997 s'incorpora a l'equip que dirigeix el PSPV i que lidera Joan Romero com a sotssecretari general. La crisi interna del partit fa dimitir Romero i crear una gestora on també està Antonio Mira-Perceval i que portarà a Joan Ignasi Pla a la secretaria general del PSPV l'any 2000. Poc abans deixà l'acta de regidor a Alacant i de diputat provincial i s'incorpora com a professor associat de Teoria Econòmica en la Universitat d'Alacant. També treballà per a l'empresa Gestión Tributaria Territorial SA fins que el 2004 és nomenat síndic a la Sindicatura de Comptes del País Valencià.